# Liste der Baudenkmäler in Kirchseeon

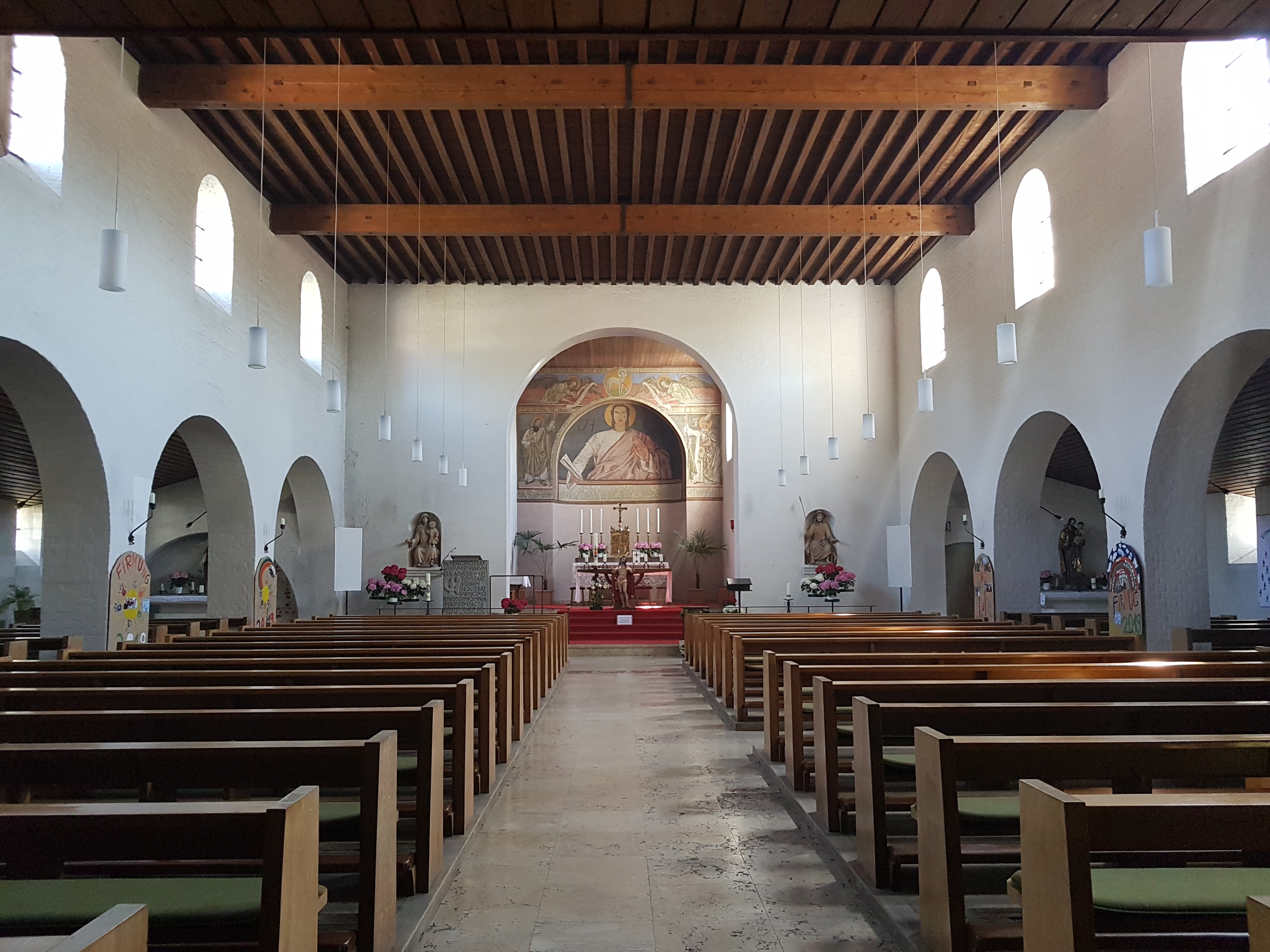
Innenraum von St. Joseph in Kirchseeon

Auf dieser Seite sind die Baudenkmäler in dem oberbayerischen Markt Kirchseeon zusammengestellt. Diese Tabelle ist eine Teilliste der Liste der Baudenkmäler in Bayern. Grundlage ist die Bayerische Denkmalliste, die auf Basis des Bayerischen Denkmalschutzgesetzes vom 1. Oktober 1973 erstmals erstellt wurde und seither durch das Bayerische Landesamt für Denkmalpflege geführt wird. Die folgenden Angaben ersetzen nicht die rechtsverbindliche Auskunft der Denkmalschutzbehörde.

## Baudenkmäler nach Ortsteilen

### Kirchseeon
| Lage                                             | Objekt                                                      | Beschreibung | Akten-Nr.              | Bild                             |
| ------------------------------------------------ | ----------------------------------------------------------- | --- | ---------------------- | -------------------------------- |
| Bahnhof Kirchseeon 5 (Standort)                  | Ehemaliges Betriebsgebäude der Kirchseeoner Schwellenfabrik | Zweigeschossig, Satteldach, stichbogige Fensteröffnungen mit rustizierten Stürzen, um 1895 | D-1-75-124-2 Wikidata  | weitere Bilder                   |
| Fiat-Werk 4 (Standort)                           | Wasserturm                                                  | Fünfgeschossig, auf oktogonalem Grundriss mit vorkragender Wasserstube und Zeltdach, in Stahlbetonskelettbauweise, von den Gebrüdern Rank, 1902/03 | D-1-75-124-1           | weitere Bilder                   |
| Kirchenweg 6 (Standort)                          | Katholische Pfarrkirche St. Joseph                          | Neuromanischer Saalbau mit stark eingezogener Apsis und nördlichem Flankenturm mit Rhombendach, von Baumeister Zucchi, 1898/99, teilweise erneuert und um Seitenschiffe erweitert 1952/53; Leichenhaus, neubarocker Walmdachbau mit Putzgliederung und hohem Zwerchhaus mit massivem Dachreiter, 1904; Friedhofskreuz, gusseiserner Korpus an Holzkreuz, Anfang 20. Jahrhundert | D-1-75-124-3 Wikidata  | weitere Bilder                   |
| Koloniestraße 1, 5, 8, 10, 11, 14, 24 (Standort) | Ehemalige Eisenbahner- bzw. Schwellenfabrikarbeitersiedlung | Kleinwohnungsanlage bestehend aus sieben Häusern, beidseits einer Straße gereihte, teils giebel-, teils traufständige, ein- bis zweigeschossige Satteldachbauten mit weitem Dachüberstand, mittels hölzernen oder gemauerten Außentreppen, hölzernen Balkonen und Klappläden, verbretterten Giebeln und Obergeschossen, Fenstererkern und Erkern in Formen des Heimatstils gestaltet, wohl vom Baubüro der Kgl. Bayerischen Eisenbahn, 1905/06; Ziegenstall bei Nr. 24, bauzeitlich | D-1-75-124-21 Wikidata | weitere Bilder                   |
| St.-Coloman-Straße 27 (Standort)                 | Bauernhaus                                                  | eineinhalbgeschossiger Flachsatteldachbau, 1676/77 (dendro-dat.), umgestaltet und neue Putzoberflächen und Gliederungen, 2. Hälfte 19. Jahrhundert | D-1-75-124-31          | BW                               |
| St.-Coloman-Straße 32 (Standort)                 | Katholische Filialkirche St. Coloman                        | Schlichter Saalbau mit leicht eingezogenem Polygonalchor, angefügter Sakristei und nördlichem Flankenturm, spätromanisches Langhaus im Kern um 1200, spätgotischer Ausbau der Kirche um 1500, barockisiert und Zwiebelhaube im 18. Jahrhundert; Teil der Friedhofsmauer, Tuffsteinmauerwerk, 18. Jahrhundert | D-1-75-124-4 Wikidata  | weitere Bilder                   |
| Spannleitenberg, Nähe B 304 (Standort)           | Bildstock (sogenannte Pestsäule)                            | 17. Jahrhundert; am Fuß des Spannleitenbergs an der B 304 | D-1-75-124-5 Wikidata  | Bildstock (sogenannte Pestsäule) |

### Buch
| Lage                             | Objekt                              | Beschreibung | Akten-Nr.             | Bild           |
| -------------------------------- | ----------------------------------- | --- | --------------------- | -------------- |
| Zornedinger Straße 49 (Standort) | Katholische Filialkirche St. Petrus | Barocker Saalbau mit dreiseitigem Chorschluss, angefügter Sakristei und südlichem Flankenturm mit Zwiebelhaube, 1687, Langhaus im Kern mittelalterlich; mit Ausstattung | D-1-75-124-6 Wikidata | weitere Bilder |

### Diana
| Lage             | Objekt                     | Beschreibung                                              | Akten-Nr.              | Bild                       |
| ---------------- | -------------------------- | --------------------------------------------------------- | ---------------------- | -------------------------- |
| Diana (Standort) | Ehemaliges Forsthaus Diana | Massiver zweigeschossiger Putzbau mit Staffelgiebel, 1854 | D-1-75-124-20 Wikidata | Ehemaliges Forsthaus Diana |

### Eglharting
| Lage                        | Objekt                              | Beschreibung | Akten-Nr.              | Bild               |
| --------------------------- | ----------------------------------- | --- | ---------------------- | ------------------ |
| Hauptstraße 40a (Standort)  | Taubenkobel der ehemaligen Brauerei | Große Holzkonstruktion, bezeichnet 1895                                                                                      | D-1-75-124-10 Wikidata | weitere Bilder     |
| Nähe Hirschenweg (Standort) | Ehemalige Badstube                  | Erdgeschossiger Blockbau, 2. Hälfte 17. Jahrhundert, weit vorkragender Vorbau mit Giebelbundwerk, 1. Drittel 19. Jahrhundert | D-1-75-124-11 Wikidata | Ehemalige Badstube |

### Forstseeon
| Lage                    | Objekt                                        | Beschreibung | Akten-Nr.              | Bild           |
| ----------------------- | --------------------------------------------- | --- | ---------------------- | -------------- |
| Forstseeon 2 (Standort) | Stallstadel                                   | Zweigeschossig mit Satteldach und Bundwerk-Obergeschoss, 2. Viertel 19. Jahrhundert                                    | D-1-75-124-12 Wikidata | Stallstadel    |
| Forstseeon 5 (Standort) | Ehemaliger Bauernhof (sogenannt beim Berscht) | Zweigeschossige Einfirstanlage mit flachem Satteldach, verputztem Wohnteil und Bundwerk am Wirtschaftsteil, um 1830/40 | D-1-75-124-13 Wikidata | weitere Bilder |

### Ilching
| Lage                       | Objekt               | Beschreibung | Akten-Nr.              | Bild                 |
| -------------------------- | -------------------- | --- | ---------------------- | -------------------- |
| Ilching 13, 13a (Standort) | Ehemaliger Bauernhof | Hakenförmige Anlage mit Einfirstanlage und Querstadel, zweigeschossiger verputzter Wohnteil mit flachem Satteldach und Bundwerk am Wirtschaftsteil, 2. Viertel 19. Jahrhundert | D-1-75-124-14 Wikidata | Ehemaliger Bauernhof |
| In Ilching (Standort)      | Kapelle St. Ursula   | Kleiner historisierender Putzbau mit dreiseitigem Schluss und massivem Dachreiter, 1879; mit Ausstattung                                                                       | D-1-75-124-15 Wikidata | weitere Bilder       |

### Neukirchen
| Lage                     | Objekt                                     | Beschreibung | Akten-Nr.              | Bild           |
| ------------------------ | ------------------------------------------ | --- | ---------------------- | -------------- |
| Neukirchen 50 (Standort) | Katholische Filialkirche Hl. Kreuzerhöhung | Barocker Saalbau mit Polygonalchor, angefügter zweigeschossiger Sakristei und Westturm mit Spitzhelm, Neubau 1717 auf älteren Fundamenten; mit Ausstattung; Friedhofummauerung, massiv, im Kern 18. Jahrhundert; Familiengrabstätte Betzl, neubarock, um 1910 | D-1-75-124-17 Wikidata | weitere Bilder |

### Osterseeon
| Lage                                | Objekt                                                                  | Beschreibung                                                               | Akten-Nr.              | Bild                                                                    |
| ----------------------------------- | ----------------------------------------------------------------------- | -------------------------------------------------------------------------- | ---------------------- | ----------------------------------------------------------------------- |
| Osterseeon, Gebäude VIII (Standort) | Ehemaliges Bauernhaus, jetzt Gebäude VIII des Staatlichen Versuchsgutes | Einfirstanlage mit Putzgliederung und Traufbundwerk, Mitte 19. Jahrhundert | D-1-75-124-18 Wikidata | Ehemaliges Bauernhaus, jetzt Gebäude VIII des Staatlichen Versuchsgutes |

### Riedering
| Lage                    | Objekt                                  | Beschreibung                                                                               | Akten-Nr.              | Bild           |
| ----------------------- | --------------------------------------- | ------------------------------------------------------------------------------------------ | ---------------------- | -------------- |
| In Riedering (Standort) | Hofkapelle des sogenannten Forster-Hofs | Kleiner verputzter Einraum mit geradem Schluss, 1. Hälfte 19. Jahrhundert; mit Ausstattung | D-1-75-124-19 Wikidata | weitere Bilder |

## Ehemalige Baudenkmäler
In diesem Abschnitt sind Objekte aufgeführt, die früher einmal in der Denkmalliste eingetragen waren, jetzt aber nicht mehr. Objekte, die in anderem Zusammenhang also z. B. als Teil eines Baudenkmals weiter eingetragen sind, sollen hier nicht aufgeführt werden. Aktennummern in diesem Abschnitt sind ehemalige, jetzt nicht mehr gültige Aktennummern.

| Lage                                            | Objekt     | Beschreibung                                                                                            | Akten-Nr.              | Bild      |
| ----------------------------------------------- | ---------- | --- | ---------------------- | --------- |
| Buch Haus Nr. 9 (Standort)                      | Bauernhof  | Einfirstanlage, verputzter Wohnteil mit Segmentbogenfenstern, Wirtschaftsteil mit Bundwerk, um 1830/40. |                        | Bauernhof |
| Ilching An der Straße nach Deinhofen (Standort) | Sühnekreuz | Sühnekreuz, 18. Jahrhundert                                                                             | D-1-75-124-16 Wikidata | BW        |